# Chiesa di San Rocco (Buti)
La chiesa di San Rocco si trova a Buti, in via San Rocco.

## Storia e descrizione
Costruita nel 1630, la piccola chiesa è dedicata a san Rocco, protettore dalla peste, come ringraziamento per la scampata minaccia dalle terribili epidemie pestifere che colpirono tutta la provincia pisana negli immediatamente precedenti. Faceva parte del complesso della vicina villa medicea ed era nata come cappella gentilizia, fondata da Cosimo Tonini.
La facciata è definita nella sua essenzialità da un frontone in pietra, sovrastante una finestra decorata da una cornice in pietra serena. L'interno è costituito da un'unica navata a pianta rettangolare, con soffitto a capriate lignee; le finestre ai lati sono disposte in maniera simmetrica.
L'unico elemento decorativo è l'altare in pietra serena con timpano spezzato e sorretto da colonne che incornicia un dipinto del 1679, olio su tela, di Giovanni Maria Reggi, raffigurante la Madonna della Neve e san Rocco.
Dietro l'altare si trova una piccola sagrestia un tempo annessa alla villa.